# Kaspar Bausewein
Kaspar Bausewein, auch Caspar Bausewein (* 15. November 1838 in Aub; † 18. November 1903 in München) war ein deutscher Opernsänger (Bass). Er war langjähriger Basssänger an der Münchner Hofoper. Seine größten Erfolge erreichte er in mehreren Wagner-Uraufführungen, jedoch war er auch im Buffo-Fach respektabel vertreten.

## Leben
Als Sohn eines Schneiders wuchs Bausewein in Armut auf. Sein angestrebtes Berufsziel als Volksschullehrer verwarf er, als seine Stimme durch den Hofkapellmeister Franz Lachner entdeckt worden war. Fortan lernte er bei dem Münchner Gesangspädagogen Martin Härtinger. Mithilfe von dessen Empfehlung konnte Bausewein 1858 als Sarastro in der Zauberflöte an der Münchner Hofoper debütieren, wo er darauf für fast ein halbes Jahrhundert wirkte.
Sein Mitwirken an vier Wagner-Uraufführungen gehört zu seinen größten Erfolgen. So sang er am 21. Juni 1868 den Veit Pogner in den Meistersingern, am 22. Oktober 1869 den Riesen Fafner im Rheingold, am 26. Juni 1870 den Hunding in der Walküre und 1888 den Harald in der postumen Uraufführung von Wagners Jugendoper Die Feen. In Buffo-Partien erlangte er als van Bett in Zar und Zimmermann (Lortzing) und dem Basilio im Barbier von Sevilla (Rossini) den größten Zuspruch. 1883 erhielt er die goldene Medaille für Kunst und Wissenschaft verliehen und 1887 wurde er zum Kammersänger ernannt. Ein Augenleiden machten ihm seine Bühnenauftritte beschwerlich. Und so gab er am 31. Dezember 1899 in München seine Abschiedsvorstellung als Wirt Matteo in Aubers Fra Diavolo.

## Grabstätte

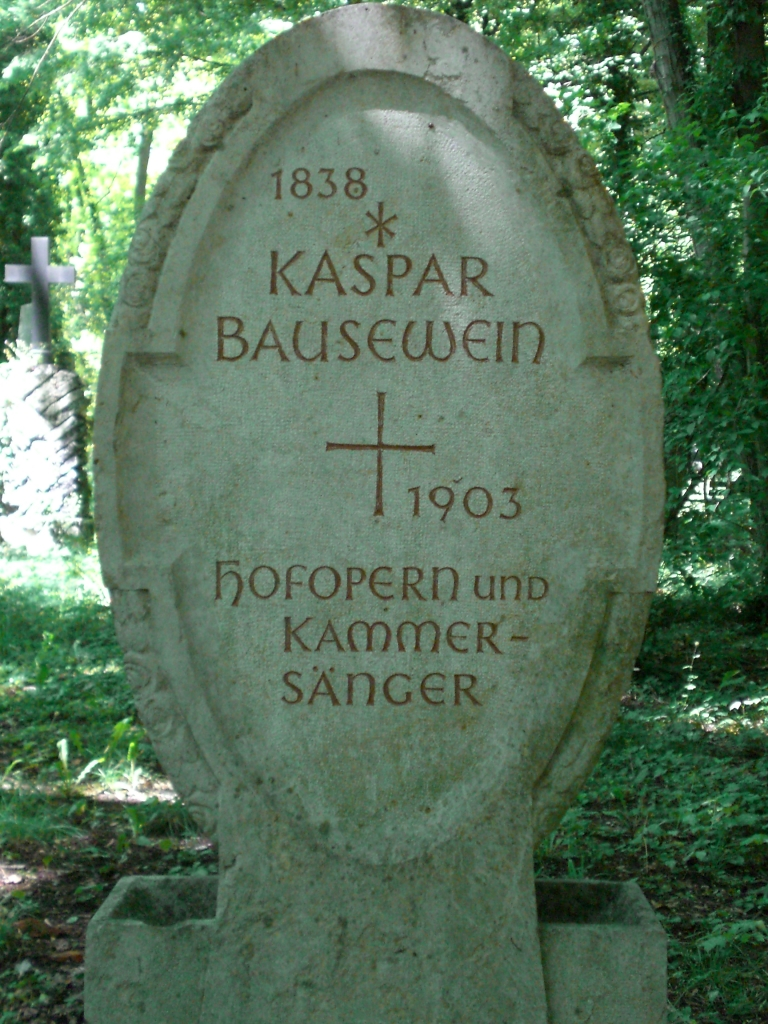
Grab von Kaspar Bausewein auf dem Alten Südlichen Friedhof in München

Die Grabstätte von Kaspar Bausewein befindet sich auf dem Alten Südlichen Friedhof in München (Gräberfeld 31 – Reihe 2 – Platz 34).

## Repertoire

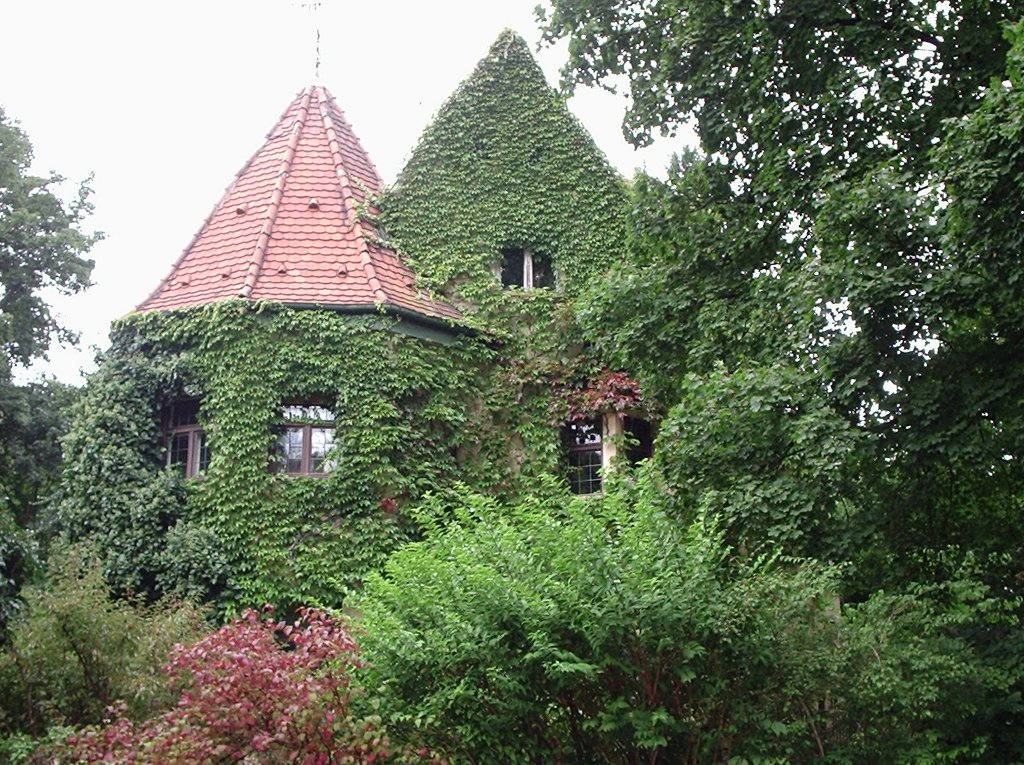
Sein Haus in Solln erwarb Bastian Schmid

- Die Foscari von Max Zenger, UA 1863
- Veit Pogner in Die Meistersinger von Nürnberg, UA 1868
- Fafner in Das Rheingold, UA 1869
- Hunding in Die Walküre, UA 1870
- Der faule Hans von Alexander Ritter, UA 1885
- Faust von Heinrich Zöllner, UA 1887
- Harald in Die Feen, UA 1888
- van Bett in Zar und Zimmermann von Albert Lortzing
- Basilio in Der Barbier von Sevilla von Gioacchino Rossini
- Leporello in Don Giovanni
- Figaro in Figaros Hochzeit
- Kaspar im Freischütz von Carl Maria von Weber